# Fromberg (Montana)
Fromberg és una població dels Estats Units a l'estat de Montana. Segons el cens del 2000 tenia 486 habitants.

## Demografia
Segons el cens del 2000, Fromberg tenia 486 habitants, 198 habitatges, i 129 famílies. La densitat de població era de 390,9 habitants per km².
Dels 198 habitatges en un 31,8% hi vivien nens de menys de 18 anys, en un 47% hi vivien parelles casades, en un 14,1% dones solteres, i en un 34,8% no eren unitats familiars. En el 30,3% dels habitatges hi vivien persones soles el 17,2% de les quals corresponia a persones de 65 anys o més que vivien soles. El nombre mitjà de persones vivint en cada habitatge era de 2,45 i el nombre mitjà de persones que vivien en cada família era de 3,05.
Per edats la població es repartia de la següent manera: un 30,2% tenia menys de 18 anys, un 6,2% entre 18 i 24, un 26,1% entre 25 i 44, un 22,8% de 45 a 60 i un 14,6% 65 anys o més.
L'edat mediana era de 38 anys. Per cada 100 dones de 18 o més anys hi havia 93,7 homes.
La renda mediana per habitatge era de 29.219 $ i la renda mediana per família de 32.750 $. Els homes tenien una renda mediana de 24.063 $ mentre que les dones 17.344 $. La renda per capita de la població era de 14.667 $. Aproximadament el 6,2% de les famílies i el 10% de la població estaven per davall del llindar de pobresa.

## Poblacions més properes
El següent diagrama mostra les poblacions més properes.